# Sint-Jozef en Sint-Antonius van Paduakerk
De Sint-Jozef en Sint-Antonius van Paduakerk is een Rooms-katholiek kerkgebouw in de tot de Oost-Vlaamse gemeente Zele behorende plaats Heikant, gelegen aan Heikant.

## Geschiedenis
Midden 19e eeuw bleek de Sint-Ludgeruskerk te klein geworden. In 1845 werd daarom voorgesteld om deze kerk te vergroten, maar het bisdom zag liever de stichting van een tweede kerkgebouw. In 1854 schonk de familie Polfliet te Heikant grond om een dergelijke kerk te bouwen. De architect was vermoedelijk Jan de Somme-Servais. Van 1854-1855 werd de kerk gebouwd. In 1871 werd de kerk officieel tot bijkerk verheven.
Het kerkmeubilair in deze kerk is afkomstig van diverse kerken uit de omgeving, zoals Grotenberge, Gontrode, Destelbergen en de gesloopte Dominicanenkerk te Gent.

## Gebouw
Het betreft een driebeukige bakstenen kerk met driezijdig afgesloten koor. Het geheel wordt gedekt door een zadeldak waarop zich een klokkentorentje bevindt. Het kerkmeubilair stamt voornamelijk uit de 2e helft van de 19e eeuw en begin 20e eeuw.
Er zijn echter ook oudere kerkmeubelen zoals een 17e eeuws portiekaltaar, afkomstig van de Dominicanenkerk te Gent, een communiebank van 1744 uit Destelbergen evenals een preekstoel van 1644. De twee biechtstoelen, afkomstig van Grotenberge, zijn uit de 2e helft van de 18e eeuw.
Het Van Peteghemorgel is van 1823 en stond oorspronkelijk in de kerk van Mariakerke. Het werd in 1888 aangekocht.